# Winduga (Łódź)
Pour les articles homonymes, voir Winduga.
Winduga (prononciation [vinˈduɡa]) est une localité de la gmina de Sulejów, du powiat de Piotrków, dans la voïvodie de Łódź, située dans le centre de la Pologne.
Elle se situe à environ 9 kilomètres au sud de Sulejów (siège de la gmina), 21 kilomètres au sud-est de Piotrków Trybunalski (siège du powiat) et 64 kilomètres au sud-est de Łódź (capitale de la voïvodie).

## Administration
De 1975 à 1998, la localité était attachée administrativement à l'ancienne voïvodie de Piotrków.

Depuis 1999, elle fait partie de la nouvelle voïvodie de Łódź.